# Рапп Віктор Іванович
Ві́ктор Іва́нович Рапп (також фон дер Ропп; 1870 — невідомо) — книговидавець і громадський діяч. Співвласник книжкового видавництва «В. І. Рапп і В. І. Потапов». Член правління Харківської громадської бібліотеки. Перший чоловік поетеси Лідії Бердяєвої.

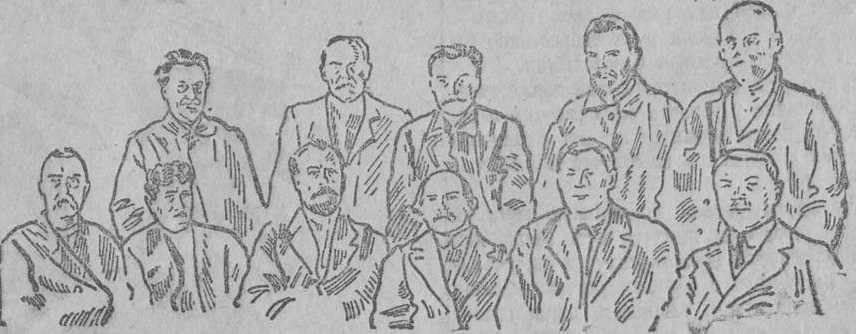
Віктор Рапп, крайній праворуч, на пам'ятній зустрічі учасників першої маївки в Харкові. 1925 рік

Віктор Рапп народився 1870 року в Орлі, в родині спадкового дворянина. За однією з версій, належав до остзейського баронського роду Ропп. Освіту здобув у Харківському реальному училищі, після закінчення якого працював ревізором у Харківській контрольної палаті. У 1900 році, спільно з дворянином Володимиром Потаповим, заснував видавництво «В. І. Рапп і В. І. Потапов», яке спеціалізувалося на виданні «дешевої художньої літератури для народу».
Як видавець контактував з багатьма письменниками й обговорював можливість публікації їхніх робіт. Так, 15 липня 1900 року, разом з Потаповим, відвідав у Мануйлівці письменника Максима Горького, з яким обговорювали можливість публікації його творів.
У Державному літературному музеї зберігається листування Раппа з письменницею Валентиною Дмитрієвою, твори якої публікувало видавництво «В. І. Рапп і В. І. Потапов».
З 1900 року член Харківської громадської бібліотеки, обирався членом правління у 1906—1907 роках. Після шестирічної перерви, був обраний кандидатом у члени правління 13 лютого 1913 року. Наступного року обраний членом правління і входив до його складу до 1918 року.
Займався каталогом бібліотеки, разом з Олексієм Анциферовим, Валерієм Патоковим і Сергієм Сабініним, завідував розділами: «Правознавство», «Дитяча та народна література». Займався комплектуванням фонду юридичної літератури. Для цього ознайомлювався з книгами, що надсилалися книгарнями А. Дредера, Ф. О. Йогансона і І. Д. Ситіна.
Контролював роботу абонемента, кабінету для читання і книгосховища. Завідував «3-м розрядом». Приділяв особливу увагу проблемі збереження фонду, займався відправкою дефектних книг до палітурні.
Коли постало питання про книжкову торгівлю при бібліотеці, став одним з її організаторів. Після початку Першої світової війни займався обслуговуванням безкоштовними абонементами поранених у шпиталях і дітей, батьки яких пішли на фронт. Коли бібліотека зазнавала фінансових труднощів у 1917—1918 роках, зайнявся пошуком додаткових джерел фінансування та залученням нових членів бібліотеки.
Був членом РСДРП, його неодноразово заарештовувала царська охранка. Брав участь в організації першої маївки в Харкові 1900 року, а також у святкуванні 25-річчя маївки, організоване харківським Істпартом.
Віктора Раппа в своїх Дитячих спогадах згадує Микола Волков-Муромцев. Бувши братом головнокеруючого у Волкових-Муромцевих, він майже щоліта гостював у їхньому селі Глибоке й іноді бував у Хмеліті.